# Camp Buddy
Camp Buddy es una novela visual erótica de temática yaoi desarrollada por BLits y creada por Mikkoukun. El juego fue oficialmente lanzado el 11 de noviembre de 2018.

## Jugabilidad
Los jugadores interpretan a Keitaro Nagame, un chico de 19 años, que disfruta de sus vacaciones de verano en un campamento de exploradores. A lo largo de su estadía en el campamento, Keitaro desarrolla sentimientos hacia distintos personajes, que varían según la ruta que los jugadores escojan. A su vez, Keitaro debe lograr que el ambiente entre los campistas mejore para que el campamento no sea clausurado.

## Lanzamiento
Inicialmente, el juego debió haberse lanzado en 2017. Sin embargo, fue pospuesto debido a la popularidad de la campaña a través de Patreon. Gracias a esto, nuevas características del juego fueron añadidos, además, de una nueva ruta de romance.
El 6 de octubre de 2021, fue lanzada la versión 2.3 de Camp Buddy, la cual, entre sus opciones, incluye la posibilidad de jugar el juego en español. El segundo DLC para la temporada de Scoutmasters se lanzó en febrero de 2022.